# Holt
Holt a főváros, Canberra egyik elővárosa Belconnen kerületben.  A 2006-os népszámlálás alapján 4698 fő lakik itt. (2006 census) Holt városát az ausztrál miniszterelnökről, Harold Holt-ról nevezték el, aki 1966-1967 között töltötte be ezt a posztot. A városka utcáit sportolókról nevezték el.
A település utcái megtekinthetők a Google Street View (Utcakép) szolgáltatással.

## Elhelyezkedése
Holt települést a Southern Cross Drive, a Starke Street, a MacNaughton Street, a Drake Brockman Drive és a Woodhaven Green golfpálya határolja. Ezenkívül egy részén a területnek a bozótvidékkel határos és határaitól nem messze folyik a Molonglo-folyó. A Ginninderra Falls Tourist Park and Parkwood ipari terület a város közelében található. Közvetlen szomszédai Higgins, Latham és Macgregor települések. A városkában található a Kippax Centre.
A korábbi középiskola, a Ginninderra High School  területét ma az Ausztrál Szövetségi Rendőrség használta gyakorlatozásra. A területen ma a Kingsford Smith School található.

## Földrajza
Holt területén a szilur időszakból származó vulkanikus képződményeket találunk.

## Fordítás
Ez a szócikk részben vagy egészben  a   Holt, Australian Capital Territory című angol Wikipédia-szócikk ezen változatának fordításán alapul.  Az eredeti cikk szerkesztőit annak laptörténete sorolja fel. Ez a jelzés csupán a megfogalmazás eredetét és a szerzői jogokat jelzi, nem szolgál a cikkben szereplő információk forrásmegjelöléseként.